# Esko Suomalainen
Esko Suomalainen (Helsinki, 11 juni 1910 - 15 juni 1995) was een Finse entomoloog, gespecialiseerd in Lepidoptera. Hij deed vooral genetisch onderzoek; hij bestudeerde parthenogenese bij kever en andere insecten, en polymorfie en chromosomen bij Lepidoptera.
Hij doctoreerde in 1940 aan de universiteit van Helsinki met een thesis over snuitkevers. Hij onderwees vanaf 1941 genetica aan de universiteit en werd in 1948 hoogleraar genetica, een leerstoel die hij bekleedde tot 1976. Vanaf 1949 was hij het hoofd van het departement genetica.
Hij was de eerste voorzitter van de Finse vereniging voor lepidopterologie van 1955 tot 1979.
Hij schreef rond de 200 wetenschappelijke artikelen. In 1980 publiceerde hij een overzicht van de Solenobia-soorten in Finland, met de beschrijving van de nieuwe soort Solenobia fennicella. In 1987 publiceerde hij samen met Anssi Saura en Juhani Lokki het boek Cytology in Evolution of Parthenogenesis (CRC Press, ISBN 0849359813).
- Bibliothèque nationale de France: cb16929855m (data)
- Gemeinsame Normdatei: 130333859
- International Standard Name Identifier: 0000 0003 8557 7783
- Library of Congress Control Number: n86034432
- Nationale Bibliotheek van Israël: 987007452871405171
- Nederlandse Thesaurus van Auteursnamen: 243937938
- Virtual International Authority File: 77418769
- WorldCat: E39PBJtMtGY8tHvBMX9CyCFR8C